# Halde Ellinghorst

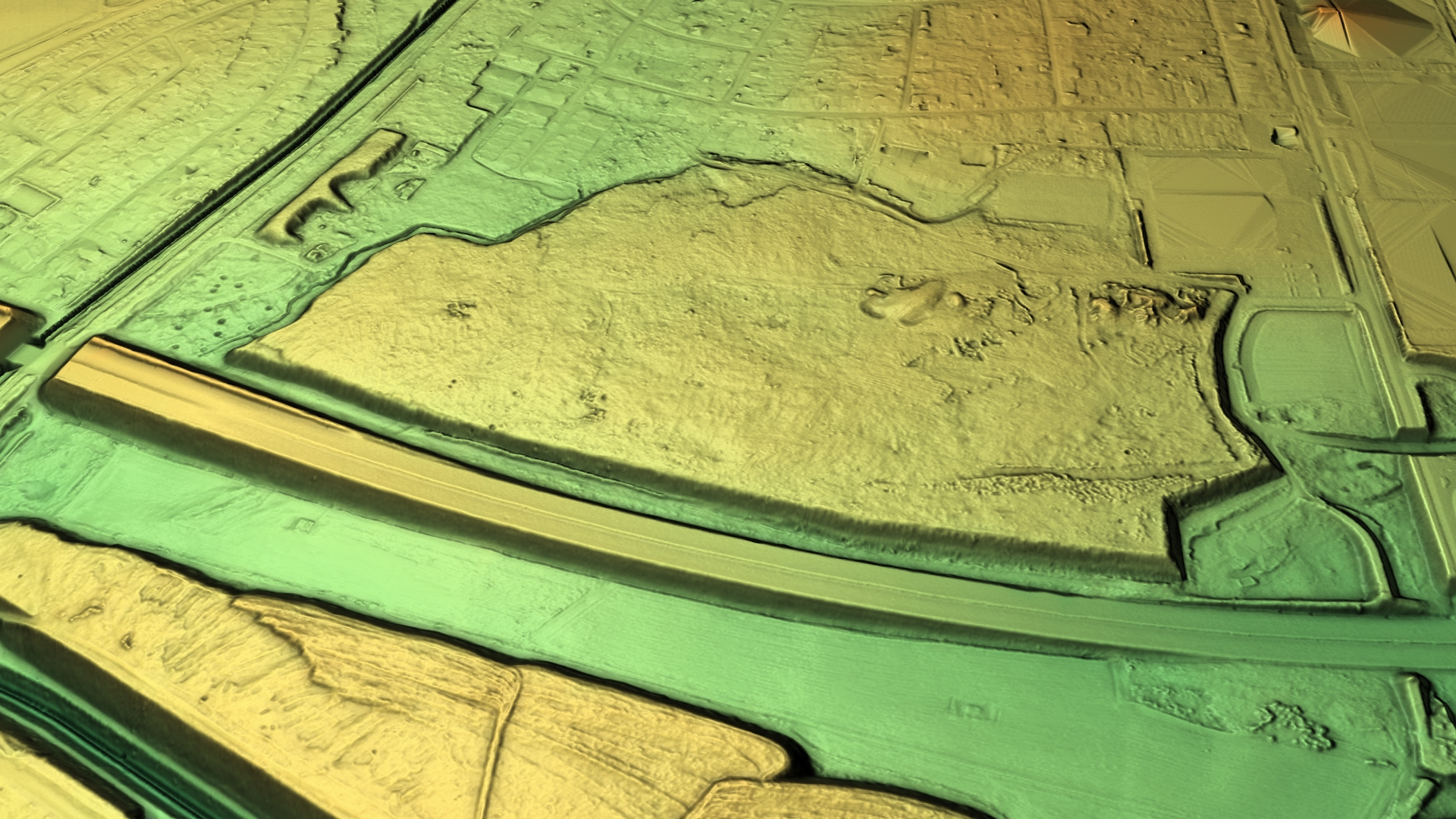
3D-Ansicht des digitalen Geländemodells

Die Halde Ellinghorst ist eine ehemalige Deponie in Gladbeck-Ellinghorst. Von den 1950er bis Mitte der 1970er Jahre diente sie als städtische Mülldeponie, nach der Aufschüttung wurde das Gelände weitgehend sich selbst überlassen. Seit 2001 ist es als Naturschutzgebiet ausgewiesen.
Die circa 22 Hektar große Halde liegt südlich von Ellinghorst bis zur Autobahn 2, auf deren anderen Seite die Halde Rheinbaben liegt. Beide Halden zusammen werden im Landschaftsplan Nr. 4 der Stadt Gladbeck behandelt, Ziel ist der Erhalt und die Weiterentwicklung der naturnahen Lebensräume.
Im Gegensatz zu Rheinbaben erhebt sich die Halde Ellinghorst aber nur durchschnittlich sechs Meter über das Umgebungsniveau. Auf dem Plateau ist ein Kleinrelief aus Senken und Mulden entstanden, in denen sich periodisch Wasser ansammelt und als Laichplatz zum Beispiel für die geschützte Kreuzkröte dient. Neben den offenen Bereichen existiert ein Mosaik von Gebüschen, Gebüschgruppen, Einzelgehölzen und durchgehend bestockten Hangbereichen am Rand. Im Westen tritt am Hang Sickerwasser aus und bildet einen bachähnlichen Zufluss zur weiter südlich gelegenen Boye. Hier hat sich ein Buchenwald entwickelt. In den halboffenen Teilen überwiegen undurchdringliche Goldrutenbestände, an den südlichen Waldbereichen wachsen auch Brombeeren. Die abwechselungsreiche Ruderal- und Grasfluren werden durch regelmäßige Mahd offen gehalten. Das Gebiet wurde ansonsten für die Sukzession freigegeben und darf nicht betreten werden. 
Seit den 1990er Jahren wird die Halde auf Emissionen überprüft, das austretende Methan und Kohlendioxid hatte 2011 Werte erreicht, die eine Drainage zwischen Haldenkörper und Bebauung erfordern. Die Sanierungs- und Sicherungskosten werden von der Stadt auf 650.000 Euro geschätzt.